# Rhododendron strigosum
Rhododendron strigosum är en ljungväxtart som beskrevs av R. L. Liu. Rhododendron strigosum ingår i släktet rododendron, och familjen ljungväxter. Inga underarter finns listade i Catalogue of Life.